# 日本水力
日本水力株式会社（にっぽんすいりょくかぶしきがいしゃ）は、大正時代に存在した日本の電力会社。大正から昭和初期にかけての大手電力会社大同電力株式会社の前身の一つである。
設立は1919年10月。関西地方の電力会社2社と福井県を事業地とする北陸電化株式会社（ほくりくでんか）の各社関係者によって起業された。北陸地方を中心とする電源開発構想と関西地方への送電計画を立ち上げたが、北陸電化を吸収して水力発電所1か所と硫安工場を経営した以外に事業は進展せず、道半ばの1921年2月に大阪送電によって木曽電気興業とともに合併され、大同電力となった。
本項では母体となった北陸電化についてもあわせて記述する。こちらは2年先立つ1917年に設立され、1920年に日本水力へ合併された。

## 概要

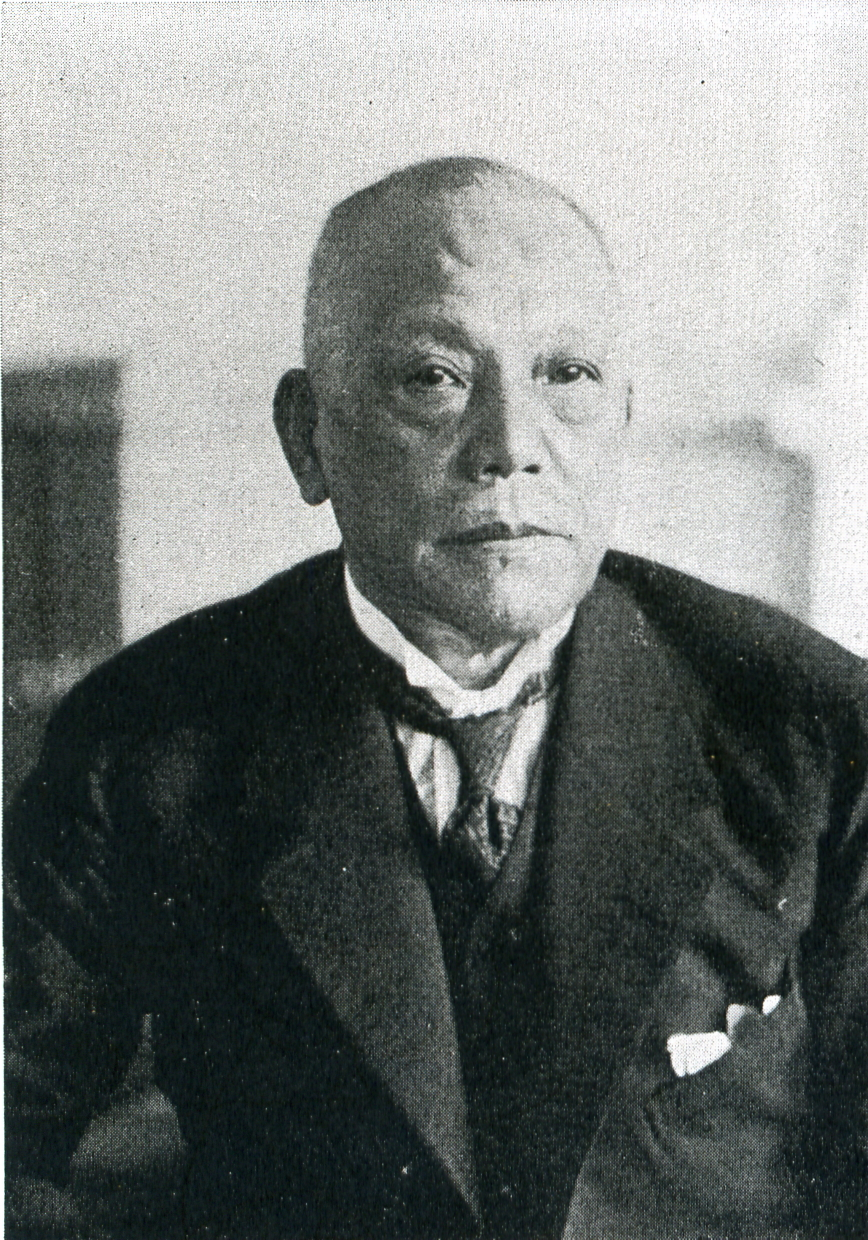
北陸電化・日本水力社長山本条太郎

日本水力株式会社は1919年（大正8年）10月10日、北陸電化株式会社と関西地方の大阪電灯・京都電灯の3社の関係者が中心となって設立した、発電・送電事業を主体とする電力会社である。資本金は4400万円、のち北陸電化の合併により5000万円となった。社長は山本条太郎。合併した北陸電化というのは、1917年（大正6年）8月の設立で、福井県に発電所と石灰窒素や硫酸アンモニウム（硫安）の製造工場を建設していた企業である。
発足なった日本水力は、岐阜県北部から北陸3県を回って京都・大阪へと至る送電線建設の許可を受け、関係者から北陸・関西の6府県における水利権を集めてこれを開発し、その発生電力を関西方面へと供給する構想を立てた。しかしながら戦後恐慌を期に、関西方面への送電を目指すという点で目的を同じくする大阪送電および木曽電気興業（社長は福澤桃介）との合併話が浮上し、1920年（大正9年）10月に合併契約に調印。翌1921年（大正10年）2月25日付で木曽電気興業とともに大阪送電に合併され、大同電力株式会社となった。
日本水力が所有した発電所はその後の変遷を経て北陸電力に継承されている。また兼業の硫安事業は後に信越化学工業へと統合された。

## 北陸電化の展開
以下、日本水力の前史、すなわち北陸電化株式会社の沿革について記述する。

### 会社設立
日本水力の起源である北陸電化株式会社は、1917年（大正6年）8月30日、資本金600万円をもって設立された。本社は東京市麹町区有楽町3丁目3番地（現・東京都千代田区）。福井県を流れる九頭竜川にて水力発電所を建設、その発生電力により窒素肥料の一種硫酸アンモニウム（硫安）を製造することを事業目的とした。社長は山本条太郎、常務取締役には浅野長七・佐々木久二が就任し、取締役に大田黒重五郎らが名を連ねた。社長に就任した山本条太郎は、現在の福井県の生まれで三井物産出身の実業家である。
北陸電化は、山本や佐々木らが1916年（大正5年）11月に九頭竜川における水利権を取得したことに端を発する。福井県ではすでに京都電灯（福井支社）が存在して電気供給事業・電気鉄道事業の地盤を固めており、発電所を建設したとしてもこの方面には進出の余地がないことから、山本らは新興の電気化学工業、なかんづく硫安の製造に参入することとなった。水利権許可後、水利権を基礎として電気化学工業の工場経営を目的に「九頭竜川電気工業会社設立準備組合」を組織し、翌年これを改組して北陸電化が成立した。

### 硫安工場
北陸電化の硫安工場は、一旦石灰窒素を製造した上でそれから硫安を得る、という手法を採用した。同法による硫安製造の手順は、
1. 酸化カルシウムに炭素原料（木炭・石炭・コークスなど）を加えて電気炉で加熱し、炭化カルシウム（カルシウムカーバイド）を製造。
2. 粉末の炭化カルシウムを窒化炉で加熱し窒素と反応させ、石灰窒素とする。
3. 石灰窒素を高圧水蒸気で分解しアンモニアを製造。
4. アンモニアを硫酸に吸収させて硫安とする。

というものである。ここでは中間製品になる石灰窒素自体も肥料として利用できるが、当時は一般的ではないためさらに硫安へと変成していた。日本における石灰窒素製造は、国外から特許実施権を得て1909年（明治42年）に開始した日本窒素肥料（現・チッソ）を嚆矢とし、同社にいた藤山常一が独立して創業した北海カーバイド工場（電気化学工業・現在のデンカの前身にあたる）が1913年（大正2年）より製造を始めてこれに続いていた。さらに第一次世界大戦が勃発して硫安の輸入が途絶するとにわかに国産硫安ブームが発生し、新興の石灰窒素・硫安メーカーが相次いで出現する。特に水量が安定的で落差に富む河川があり、原料となる石灰石資源に恵まれた北陸地方ではカーバイド工業が盛んになり、工場が相次いで建設された。北陸電化の硫安工場もその一つといえる。
北陸電化は硫安製造にあたって、藤山常一が持つ特許権を使用することになり、大田黒重五郎（電気化学工業専務）を介して申し込みを行った。また石灰窒素・硫安分野への進出を目的に、肥料メーカーの大日本人造肥料（現・日産化学）も北陸電化に資本参加した。設立翌年の1918年11月末時点では大日本人造肥料が4万5000株（出資比率37.5%）、電気化学工業が2万株（同16.7%）を持つ大株主であり、個人での筆頭株主山本条太郎の持株5600株を大きく上回る。
硫安工場の用地については複数の候補があったが、送電の都合、原料となる石灰石の調達や製品搬送の利便性などが考慮された結果、南条郡武生町（現・越前市）が選定された。西勝原発電所からは亘長約50キロメートルの66キロボルト送電線を繋いで電力の供給を受けた。

### 西勝原発電所
硫安製造用の電力を発電するために北陸電化が建設したのが西勝原発電所（にしかどはら、北緯35度58分0.0秒 東経136度35分13.2秒）である。九頭竜川筋、福井県大野郡五箇村大字西勝原（現・大野市）に設置された。
北陸電化設立後、1917年11月15日に起工式が行われ着工。工事中、水路トンネルの落盤事故や感染症の流行で多数の死者が出る事態に直面したが、1919年（大正8年）6月には3台の発電機のうち1台を除き完成して25日に仮使用認可を得た。残工事も追って竣工し、11月7日付で仮使用認可が下りている。発電所出力は原設計では4,200キロワットであったが、実測すると水量が想定より多いため翌1920年4月に使用水量増加の許可を得て出力も7,200キロワットへと増強した。設備については、着工が世界大戦の最中であり国外への機器注文は不利とみられたため国産機器をそろえ、水車3台は電業社製、発電機3台は芝浦製作所製のものを設置している。当時の西勝原発電所は、福井県内の全既存発電所の合計出力を単独で越える、県内最大の発電所であった。
西勝原発電所の発生電力は硫安工場に送電されたほか、越前電気（供給開始は1919年12月）、大正電気（同1920年1月）、京都電灯福井支社（同1920年5月）、福井電力（同1921年7月）の順で周辺事業者にも送電された。

## 日本水力の展開
以下、日本水力の沿革について記述する。

### 設立の経緯

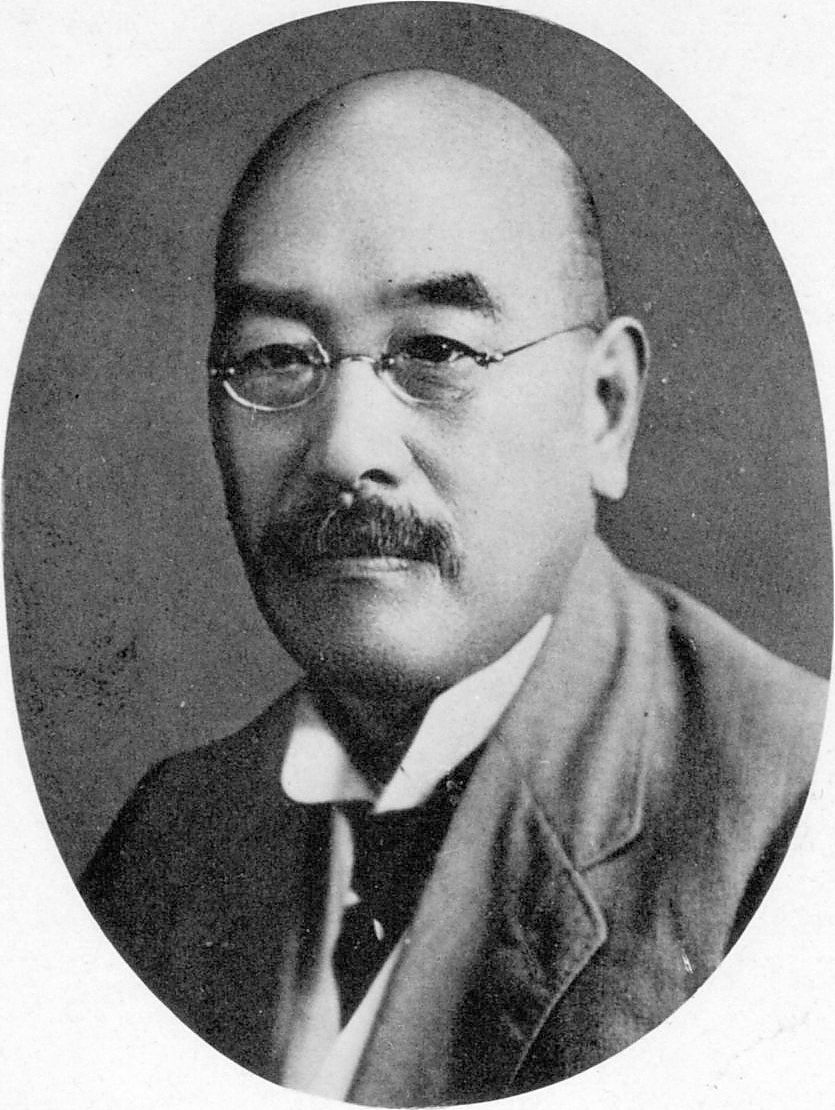
大阪電灯社長宮崎敬介

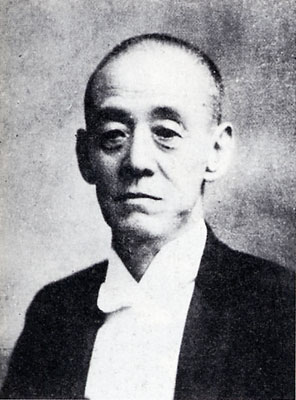
京都電灯社長大澤善助

日本水力は、上記の北陸電化と関西地方の電力会社大阪電灯・京都電灯の提携によって設立された企業である。設立の背景には、第一次世界大戦を契機とする関西地方の深刻な電力不足があった。
大戦中と戦後数年間の時期における電力不足は全国的に見られた現象ではあるが、関西地方のそれは特に著しいものであった。原因は大阪を中心とする工業化の進展で、これにより電動機が急速に普及したのに加え、石炭価格の高騰による自家火力発電からの切り替え、または蒸気機関から電動機への転換もあり、産業向けの電力需要が急増していた。電灯需要についても人口の集中と所得の上昇により拡大傾向にあった。ところが需要の増加に対して供給力が不足したため、大阪では停電が頻発するようになっていた。
電力が不足するほど電力需要が増加していたのにもかかわらず、大阪を代表する電力会社であった大阪電灯は、この時期経営難に陥ってしまう。原因は、同社が火力発電に偏った電源開発を推進してきていたことにあった。火力依存により石炭価格の急騰が直撃して発電費は膨張し、発電コストが1916年以降の3年間で5倍強に上昇したが、他方で電気料金の上昇率は低く抑えていたため、業績は増収減益が続き1920年上期には赤字に転落した。一方で、水力発電と火力発電を併用していた京都電灯は、1916年（大正5年）に木津川・安曇川と福井の九頭竜川水系、計6地点で出力1万8200キロワットに及ぶ水力開発を決定。経営的にも安定しており10パーセント以上の配当を続けていた。
大阪電灯は石炭価格高騰によって打撃を受けているのにもかかわらず開発すべき水利権を有していなかったため、京都電灯と提携する道を選択した。そして両社の提携により新会社を設立、福井県の九頭竜川水系に京都電灯が有する水利権を元に電源開発を行い、京阪方面へと送電する、という構想を立ち上げた。さらに、社長の山本条太郎が三井物産所属時代に大阪支店での勤務経験があり大阪電灯関係者らと面識があった、という縁で北陸電化も参加し、大阪電灯・京都電灯・北陸電化の関係者が中心となって「日本水力株式会社」が企画されるに至った。

### 開発計画
1919年（大正8年）10月10日、大阪市内で日本水力株式会社の創立総会が開催され、資本金4400万円をもって会社が発足した。11月25日の臨時総会にて北陸電化の合併を議決、翌1920年（大正9年）1月30日に合併を実施（合併報告総会は2月20日付）して資本金を5000万円としている。主な役員は取締役社長山本条太郎、同副社長宮崎敬介、常務取締役浅野長七・関口寿で、11月になり工学博士の丹羽鋤彦・近藤茂の2名も常務取締役に加わった。社長の山本と常務の浅野は前述の通り北陸電化の役員、副社長の宮崎は大阪電灯社長（12月就任）を兼ねていた。本店は設立時には大阪市北区曽根崎新地3丁目53番地1に置いたが、1920年4月以降は北区中之島5丁目60番屋敷に構えた。また1919年11月より東京市麹町区八重洲1丁目1番地（現・千代田区丸の内）に支社を設けている。
1919年7月に記された日本水力の「設立趣意書」によると、同社は大阪電灯・京都電灯・北陸電化の3社とその同志が石川県・富山県・福井県・岐阜県・滋賀県・京都府の1府5県において有する水利権を許可済みか出願中かにかかわらず日本水力の手に集め、まず10万5千キロワットを満2年以内に建設、地元の需要分を除いてその発生電力を関西地方へと送電する、という計画を打ち立てていた。供給先としては大阪電灯・京都電灯の予約があり、今後両社が必要とする電力はすべて日本水力より供給することとなった。また京都電灯は日本水力へと水利権を譲渡することも約した。
日本水力の発足後、旧北陸電化の関係者が出願していた、九頭竜川とその支流打波川おける計3地点（約1万2千キロワット相当）の水利権が1920年5月および9月に許可された。他にも三井鉱山と契約を結び、同社が計画中の神通川支流高原川における電源開発の共同経営と、最大4万7000キロワットの電力購入を決定した。大阪への送電をなすべき「大阪送電線」については、高原川沿いに位置する岐阜県の船津を起点とし、富山・金沢・福井を回り敦賀へと出て、琵琶湖北岸より京都を経て大阪へ至る、という経路で許可を取得。高原川の発電所からも同送電線を利用して関西方面へと送電することになった。

### 大同電力への参加

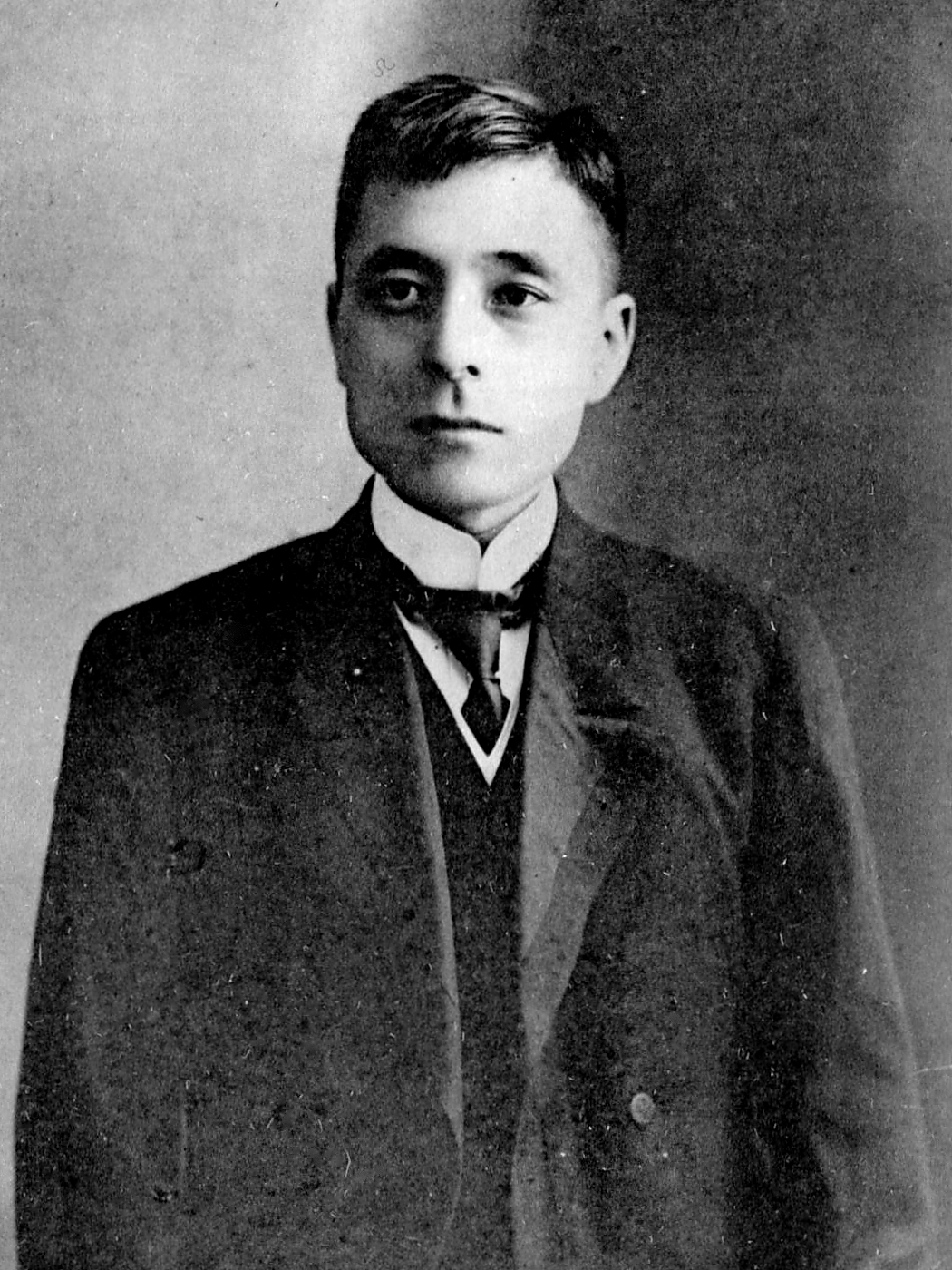
木曽電気興業・大阪送電社長福澤桃介

日本水力の設立と時を同じくして、大規模水力開発を行い電力不足に悩む関西方面へと送電する、という事業目的を持つ新会社が2社設立されていた。一つは、大阪を地盤とする宇治川電気の関係者が中心となって1919年12月に設立した日本電力で、東海・北陸地方で水力開発を行い10万キロワットを関西地方へと送電する計画であった。もう一つは同年11月に設立された大阪送電会社で、木曽川開発を手がけていた福澤桃介系の木曽電気興業と関西の電鉄会社京阪電気鉄道の合弁事業であった。
日本水力は競合他社に先んじて工事の実施準備を進め、1920年1月技師らをアメリカ合衆国へと機械資材などの購入のために派遣、同年2月には大阪送電線の測量を終えて工事実施認可を申請し、次いで機械資材の発注も済ませた。送電線以外では変電所の工事や九頭竜川水系真名川筋の五条方発電所（福井県大野郡上庄村、現・大野市）の建設にも着手した。ところが1920年春に生じた戦後恐慌の煽りを受けて、5月に工事の中断を余儀なくされてしまう。恐慌により株式払込金の徴収や資金の借り入れが不可能となり、金融に行き詰ったためであった。
この恐慌を機に、同じく関西方面への送電計画を掲げる大阪送電会社と、その親会社木曽電気興業の3社間で合併話が浮上する。日本水力は金融難に陥っている一方で大阪電灯・京都電灯という販路を確保していたが、大阪送電会社および木曽電気興業は大量の電源を擁するものの販路が十分でない、という事情が背景にあった。京阪電気鉄道社長（大阪送電取締役兼）の岡崎邦輔が仲介役となって日本水力社長の山本条太郎と大阪送電・木曽電気興業社長の福澤桃介の間に合併議論が持たれ、1920年9月20日に合併案が纏まって覚書きの交換に至る。翌10月8日には、大阪送電を存続会社として同社が木曽電気興業および日本水力を吸収する、という合併契約が締結された。
日本水力ではこの合併契約を1920年11月10日の株主総会にて承認した。日本水力に関する合併条件は、存続会社である大阪送電が5000万円（うち1400万円払込、日本水力の払込資本金額と同額）を増資し、それに伴う新株を解散する日本水力に対し計100万株（12円50銭払込株式88万株・25円払込株式12万株）交付する、というものであった。また合併前に日本水力の資金拠出により同社株式4万4000株を木曽電気興業株主に取得させる、という事項も付属していた。
3社合併は翌1921年（大正10年）1月20日付で逓信省の認可が下り、同年2月25日には大阪送電にて合併報告総会が開催されて合併手続きが完了、大阪送電が木曽電気興業・日本水力の2社を吸収合併する形で大同電力株式会社が発足した。なお木曽電気興業では解散日を合併報告総会と同じ25日付としているが、日本水力は解散日を2月9日付としており、19日には解散登記も終えている。

### 大同発足後の変遷
日本水力から大同電力に引き継がれた水利権は九頭竜川筋の西勝原・花房、支流打波川筋の東勝原・下打波の計4地点で、うち竣工していた発電所は西勝原発電所1か所のみに留まる。未開発の3地点はその後大同電力から昭和電力へ移譲され、庄川水系とともに同社によって開発が進められることになる。日本水力が着工していたが工事が中止となった真名川の五条方発電所は、大同電力や昭和電力が消滅した後日本発送電によって1943年（昭和18年）に再着工されるまで工事に進展がなかった。
日本水力が進めていた北陸から大阪への送電線建設は、大阪送電会社の計画に由来する木曽から大阪への「大阪送電線」建設が優先されたため後回しになり、発注されていた資材は同送電線へと転用された。大阪送電線は発足翌年の1922年（大正11年）7月に一部が完成し、まず大阪電灯への電力供給が開始され、翌年3月には京都電灯への供給も始まって、日本水力が計画していた2つの供給先への供給は実現した。一方、後回しになった北陸からの送電線計画については、昭和電力により同社「北陸送電幹線」として1927年（昭和2年）に着工され、1929年（昭和4年）に完成を迎えた。
三井鉱山との高原川開発共同経営については、1922年8月、日本水力時代の契約を元に大同電力・三井鉱山の共同出資による神岡水電の設立として実行に移された。設立に先立つ1920年に三井鉱山は高原川支流跡津川における跡津発電所の建設に着手しており、1924年（大正13年）にまず同発電所が完成。その後も高原川の発電所が相次いで竣工した。これらの発電所からの発生電力は昭和電力北陸送電幹線が完成すると同線を通じて関西方面へ送電されるようになった。
また日本水力（旧北陸電化）の硫安工場は、大同電力では武生工場として引き継がれ、木曽電気興業から継承した鋳鋼工場（名古屋製鉄所）とあわせて副業として経営された。だが同社は本業の電力事業とは事業状況が異なることから早々に副業の分離方針を立て、同年11月17日付で武生工場を引き継ぐ大同肥料株式会社、名古屋製鉄所を引き継ぐ大同製鋼株式会社の2社をそれぞれ新設した。大同肥料はその後大同化学工業に改称、1945年（昭和20年）に信越化学工業と合併するまで存続した。

## 年表
- 1917年（大正6年）
  - 8月30日 - 北陸電化株式会社設立、資本金600万円[9]。
  - 11月15日 - 北陸電化、西勝原発電所起工式を挙行[23]。
- 1919年（大正8年）
  - 6月25日 - 西勝原発電所、発電機2台分につき仮使用認可[23]。
  - 10月10日 - 日本水力株式会社設立、資本金4400万円[2]。
  - 11月7日 - 西勝原発電所、残る発電所1台分につき仮使用認可[23]。
- 1920年（大正9年）
  - 1月30日 - 日本水力は北陸電化を合併（合併に伴う増資600万円）[30]。
  - 10月8日 - 大阪送電・木曽電気興業との間に合併契約締結[8]。
  - 11月10日 - 大阪送電への合併を議決[8]。
- 1921年（大正10年）
  - 2月9日 - 大阪送電への合併に伴い日本水力解散[3]。
  - 2月25日 - 大阪送電は木曽電気興業・日本水力を合併し大同電力株式会社へ改称[8]。
  - 11月17日 - 大同電力から硫安部門が独立し大同肥料株式会社（後の大同化学工業）発足[47]。

## 人物
1919年10月10日の日本水力設立時における役員は以下の通り。
- 取締役社長：山本条太郎 - 北陸電化取締役社長[11]。元三井物産常務[48]。
- 取締役副社長：宮崎敬介 - 大阪電灯取締役[49]（1919年12月より社長[50]）。大阪の相場師・実業家[51]。
- 常務取締役：
  - 浅野長七 - 北陸電化常務取締役[11]。元三井物産京城支店長[52]。
  - 関口寿 - 大阪電灯技師長から転任[53]。
- 取締役：
  - 堀内明三郎 - 北陸電化取締役[11]。大日本人造肥料常務で元三井物産台南支店長[54]。
  - 島徳蔵 - 大阪電灯取締役[49]。大阪の相場師・実業家[55]。
  - 坂仲輔 - 大阪電灯取締役[49]。大阪の実業家、藤田組理事[56]。
  - 寺田甚与茂 - 大阪電灯取締役[49]。岸和田紡績社長[57]。
  - 志方勢七 - 大阪の肥料商、攝津製油社長[58]。
  - 谷口房蔵 - 大阪の木綿商、大阪合同紡績社長[59]。
  - 吉田定七 - 大阪の金物商[60]。吉田のみ1919年10月30日辞任[32]。
  - 大澤善助 - 京都電灯取締役社長[61]。
  - 田中博 - 京都電灯常務取締役[61]。
- 監査役
  - 佐々木久二 - 北陸電化常務取締役[11]。尾崎行雄の女婿[62]。
  - 大倉粂馬 - 北陸電化取締役[11]。大倉喜八郎の婿養子[63]。
  - 森広三郎 - 北陸電化取締役[11]。福井県の実業家、越前電気社長[64]。
  - 池田七郎兵衛 - 福井県の実業家[65]。
  - 祇園清次郎 - 大阪電灯取締役[49]。大同生命保険常務[66]。
  - 岸田杢 - 大阪電灯監査役[49]。日本生命保険専務[67]。
  - 山口幸太郎 - 大阪市の人物[9]。

さらに設立翌月の株主総会において以下の2名が取締役に追加され、そろって常務取締役に就任した。
- 常務取締役：
  - 丹羽鋤彦 - 大蔵技師・大蔵省臨時建築課長、工学博士[68]。
  - 近藤茂 - 逓信技師・逓信省電気局技術課長、工学博士。退官して日本水力へ転ずる[69]。

これらの役員のうち、後身の大同電力でも役員を務めたのは、宮崎敬介（取締役副社長）、関口寿（常務取締役）、近藤茂（同）、山本条太郎（取締役）、島徳蔵（同）、寺田甚与茂（同）、志方勢七（同）、大澤善助（同）、浅野長七（常任監査役）、田中博（監査役）、坂仲輔（同）、祇園清次郎（同）の12名である。